# Aqua Alsietina
El Aqua Alsietina también conocida como Aqua Augusta, fue un acueducto construido bajo el reinado de César Augusto en 2 a. C., para servir los barrios del río Tíber, el Trastévere, y del local para los espectáculos de combates navales. Un nuevo canal sería realizado por Trajano en 109. Recogía las aguas del Lago Martignano.